# Nysy
Nysy (ukrainisch Низи; russisch Низы Nisy) ist eine Siedlung städtischen Typs in der ukrainischen Oblast Sumy mit etwa 2800 Einwohnern (2014).

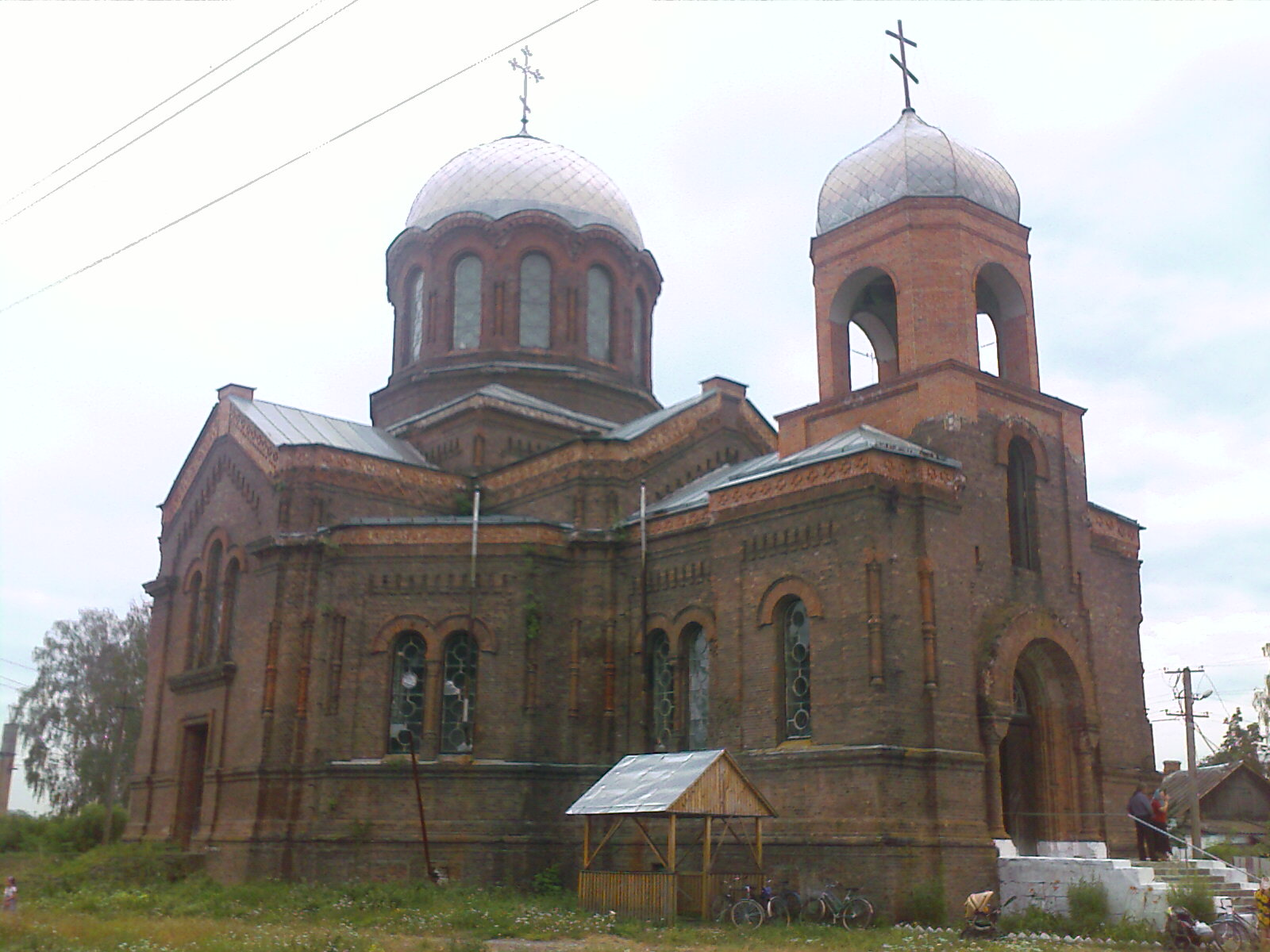
Orthodoxes Kirchengebäude in Nysy

Nysy wurde 1662 gegründet und ist seit 1956 eine Siedlung städtischen Typs.

## Geographie
Nysy liegt im Rajon Sumy am linken Ufer des Psel, einem Nebenfluss des Dnepr, 22 km südlich vom Oblastzentrum Sumy.
Im Osten grenzt die Siedlung an das Dorf Nyschnja Syrowatka.
Am 12. Juni 2020 wurde die Siedlung ein Teil der neugegründeten Landgemeinde Sad, bis dahin bildete sie zusammen mit dem Dorf Luhowe (Лугове – bis 2016 Dserschynske/Дзержинське) die gleichnamige Siedlungsratsgemeinde Sad (Низівська селищна рада/Nysiwska selyschtschna rada) im Süden des Rajons Sumy.